# Sinton
Sinton település az Amerikai Egyesült Államok Texas államában, San Patricio megyében, melynek megyeszékhelye is. Lakosainak száma 5504 fő (2020. április 1.).

## Népesség
A település népességének változása:

| 2010 | 5 665 |
| 2020 | 5 504 |